# Joseph Wencker
Joseph Wencker (født 3. november 1848 i Strasbourg, død 21. december 1919 i Paris) var en fransk maler.
Wencker var discipel af Gérôme og optrådte på salonen 1873 med en antik scene kaldet Intimité. Året derpå sendte han I det grønne, en scene fra Elsass. Han vandt romerprisen 1880. Medaljer vandt han for portrætter og for sin Priamos begærer af Achilles Hektors lig. Blandt hans tavler mærkes for øvrigt Saul hos spåkvinden og frem for andre den imponerende fremstillingen af Sankt Johannes Chrysostomos prædiker mod kejserinden Eudoxia, en tavle som er holdt i den reneste akademiske stil og som på den nationale udstilling 1883 udover et portræt repræsenterede sin mester.